# Linothele gaboi
Espèce
Linothele gaboi est une espèce d'araignées mygalomorphes de la famille des Dipluridae.

## Distribution
Cette espèce est endémique du département de Magdalena en Colombie,. Elle se rencontre vers San Lorenzo.

## Description
La femelle holotype mesure 16,7 mm.

## Systématique et taxinomie
Cette espèce a été décrite par Osorio, Benavides, Sherwood, Drolshagen et Seiter en 2023.

## Étymologie
Cette espèce est nommée en l'honneur de Gabriel García Márquez, surnommé Gabo.

## Publication originale
- Sherwood, Drolshagen, Osorio, Benavides & Seiter, 2023 : « An inordinate fondness for spinnerets: on some spiders of the genera Diplura C. L. Koch, 1850 and Linothele Karsch, 1879 with new species, records, and notes on types (Araneae: Dipluridae). » ZooNova, vol. 29, p. 1-22.